# Transistor de efeito de campo
FET é o acrônimo em inglês de Field Effect Transistor, Transistor de Efeito de Campo, que, como o próprio nome diz, funciona através do efeito de um campo elétrico na junção. Este tipo de transistor tem muitas aplicações na área de amplificadores (operando na área linear), em chaves (operando fora da área linear) ou em controle de corrente sobre uma carga. 
Os FETs têm como principal característica uma elevada impedância de entrada o que permite seu uso como adaptador de impedâncias podendo substituir transformadores em determinadas situações,além disso são usados para amplificar frequências altas com ganho superior ao dos transistores bipolares.

## Composição

Corte em seção de um MOSFET tipo-n

Os FETs podem ser compostos por germânio ou silício combinados à pequenas quantidades de fósforo e boro, que são substâncias "dopantes" (isto é, que alteram as características elétricas). Os transistores de silício são os mais utilizados atualmente, sendo que transistores de germânio são usados somente para o controle de grandes potências.

## Polarização
Um FET para uso geral apresenta três terminais: porta (gate), fonte (source) e dreno (drain), que permitem seis formas de polarização, sendo três as mais usadas: fonte comum (fonte ligado à entrada e saída simultaneamente), porta comum (porta ligada à entrada e saida simultaneamente) e dreno comum (dreno ligado à entrada e saida simultaneamente).

## Categorias

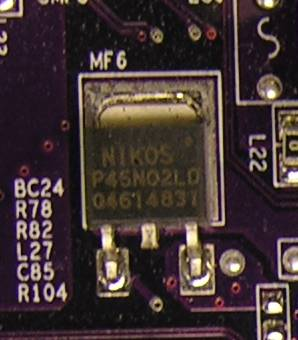
FET de alta-potência canal-N

O FET pode ser dividido em duas categorias: JFETS e MOSFETS. Por sua vez, os MOSFETS se dividem em duas categorias:
- MOSFET tipo Intensificação;
- MOSFET tipo Depleção.

Os termos depleção e intensificação definem o seu modo básico de operação, enquanto o nome MOSFET designa o transistor Metal Óxido Semicondutor.

## História
Os FETs foram inventados por Julius Edgar Lilienfeld em 1926 e por Oskar Heil em 1934.
 
Em 1960 John Atalla desenvolveu o MOSFET baseado nas teorias de William Shockley sobre o efeito de campo.